# NGC 7676
NGC 7676 este o galaxie situată în constelația Tucanul. A fost descoperită în 28 octombrie 1834 de către John Herschel. Se află la o distanță de 38,37 de megaparseci de Pământ.